# Remenafulles turdí
El remenafulles turdí (Chamaeza turdina) és una espècie d'ocell de la família dels formicàrids (Formicariidae) que habita el pis de la selva pluvial de les muntanyes de Colòmbia i nord de Veneçuela.